# Pluk de Strot
Pluk de Strot (Engels: Carpe Jugulum) is het 23e boek uit de Schijfwereld serie van de Britse schrijver Terry Pratchett.

## Verhaal
Allemachtig Haversmid, een priester uit Om (over het Omnisch geloof, zie: Kleingoderij), verzorgt de naamgeving van de dochter van koning Verinus van Lankhr en zijn vrouw Magraat Knophlox. Op dit koninklijke feest zijn gasten uit vele landen uitgenodigd, waaronder de aristocratische vampierfamilie Magpyr uit Überwald. Tot haar ongenoegen is Opoe Wedersmeer niet uitgenodigd en ze besluit Lankhr te verlaten.
De familie de Extor wil haar macht naar Lankhr uitbreiden: ze blijken hypnotische krachten te hebben waarmee ze de bevolking in hun macht krijgen. Alleen Allemachtig Haversmid en de jonge heks Agnes Neter (zie: Maskerade) blijken door hun dubbele persoonlijkheid immuun voor deze krachten te zijn. Intussen proberen de Extors Opoe Wedersmeer, die ze als hun grootste bedreiging beschouwen, in hun macht te krijgen.